# Septoria viciicola
Septoria viciicola är en svampart som beskrevs av Jørst. 1965. Septoria viciicola ingår i släktet Septoria och familjen Mycosphaerellaceae.   Inga underarter finns listade i Catalogue of Life.